# Diabeł i Kasia
Diabeł i Kasia (cz. Čert a Káča) – trzyaktowa opera komiczna Antonína Dvořaka do libretta Adolfa Weniga. Prapremiera w Narodním Divadle 23 listopada 1899 w Pradze. Premiera polska w Katowicach.

## Osoby
- Kasia – mezzosopran
- Matka Kasi – mezzosopran
- Jirka, owczarz – tenor
- Marbuel, diabeł – bas
- Lucyfer – bas
- Diabeł Odźwierny – bas
- Diabeł Strażnik – bas
- Księżna – sopran
- Pokojowa księżnej – sopran
- Rządca – bas
- Muzykant – tenor

## Treść
Miejsce i czas akcji: Czechy i Piekło.

### Akt I
Podcienia wiejskiej gospody. Letni przedwieczorny zmrok. Zabawa odpustowa. Owczarz Jirka niechętnie wraca do domu. Czeka go praca u wymagającego pana. Obecni dokuczają mu, że powinien zaczekać na Kasię, która się w nim podkochuje. Jirki ona nie interesuje, gdyż jest gruba i pyskata. Przed odejściem śpiewa swoją ulubioną pieśń o trzech zaginionych owcach i odchodzi w towarzystwie kilku grajków. Przychodzi Matka z Kasią, która jest zła, że nikt nie chce z nią zatańczyć. Oświadcza, że zatańczyłaby z samym diabłem. W tej samej chwili zjawia się w przebraniu śniadego myśliwego, utykający na jedną nogę diabeł Marbuel. Wypytuje o Księżnę i jej Rządcę. Potem przysiada się do Kasi, stawia jej wódkę i prosi do tańca. Tymczasem wraca Jirka, który pokłócił się z Rządcą i został wypędzony. Marbuel zaprasza Kasię do czerwonego zamku i opowiada o jego cudach. Kasia przystaje na to i diabeł porywa ją do piekła. Wszystkich ogarnia groza. Zrozpaczona Matka prosi Jirka o pomoc, który obiecuje z powrotem przyprowadzić dziewczynę i znika tam, gdzie została porwana.

### Akt II
Wielka czarna sala w piekle.Diabły z nudów grają w karty i śpiewają o złocie, którym kuszą ludzi. Nadchodzi Lucyfer i karci swych poddanych za hałas, który czynią. Dopytuje się też o Marbuela. Po jego odejściu Odźwierny tłumaczy, że Marbuel udał się sprawdzić, czy Księżną i jej Rządcę można już porwać do piekła. W tym momencie rozlega się dobijanie do bramy powracającego Marbuela. Ma już dosyć towarzystwa Kasi, zwłaszcza że posiada ona zawieszony na szyi krzyżyk. Nie może się od niej uwolnić. Błaga o pomoc Lucyfera, który jest bezsilny. Ale oto zjawia się i Jirka. Radzi pokazać dziewczynie złoto. W oparciu o raport Marbuela książę piekieł postanawia dać jeszcze szansę Rządcy, rozkazuje zaś sprowadzić do piekła Księżnę. Kasię zaś, która już zdążyła się naprzykrzyć piekłu, każe odstawić na ziemię. Jirka obiecuje pomóc Marbuelowi, w zamian za co, ten ma zaaranżować ułaskawienie Rządcy w taki sposób, aby zmuszony on był okazać wdzięczność owczarzowi. Księżnej jednak nie będzie on w stanie pomóc, gdyż inaczej przypłaciłby to własną duszą. Marbuel urządza w piekle bal. Jirka tańcząc z Kasią, uprowadza ją na ziemię.

### Akt III
Sala w zamku Księżnej. Opuszczona przez gości, żałuje swych złych czynów. Niestety, jest za późno i będzie je musiała odpokutować. Pokojowa uspokaja ją, że podobnie skazanego Rządcę niedawno uratował owczarz Jirka. Księżna każe go sprowadzić. Błaga go, by jej pomógł. Dopiero, gdy przyrzeka znieść pańszczyznę, co oznajmia Rządca ludowi, zgromadzonemu na pałacowym dziedzińcu, Jirka zgadza się pomóc w przechytrzeniu diabła. W tym celu sprowadza Kasię i ukrywa ją w sąsiedniej komnacie. Gdy zjawia się Marbuel, Jirka przestrzega go przed zemstą dziewczyny, na której widok tenże ucieka. Uratowana Księżna wynagradza Jirkę i Kasię, a lud dziękuje za zniesienie pańszczyzny. Księżna obiecuje być odtąd dobrą panią i wyprawia dla wszystkich wielką ucztę.